# ルノー・マスター

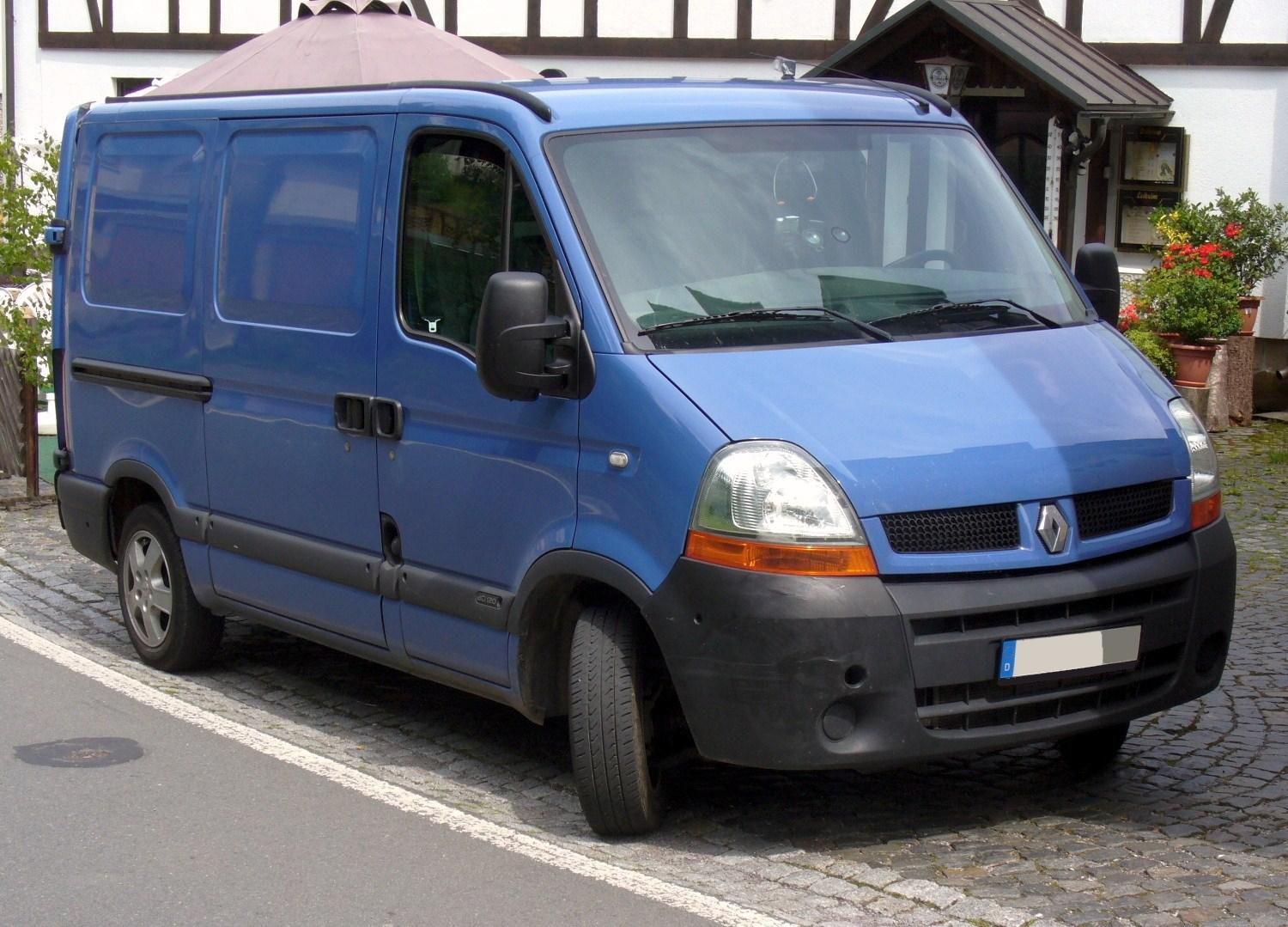
2代目後期型

マスター（Master）は、フランスの自動車メーカー、ルノーによって1980年から生産・販売されている車両総重量2.8 - 3.5トンクラスの商用車である。
プラットフォーム式シャシのホイールベースにはショートとロングが、シャシ一体型のバンボディには標準ルーフとハイルーフが用意され、その他、はしご型フレームのトラックもラインアップされている。
ドイツの自動車メーカー、オペルでは「モヴァノ」として、イギリスの自動車メーカー、ボクスホールでも「モヴァノ」として販売されている。ルノートラックでも「マスター」として販売されている。

## 初代（1981年 - 1997年）
1980年9月に従来のエスタフェットを代替するモデルとしてマスターが、同年により小型のトラフィックが市場に導入された。
マスターはフロントエンジン・前輪駆動の「トラクシオン」とフロントエンジン・後輪駆動の「プロピュルション」の2種類の駆動方式が用意されており、前輪車軸の後方に搭載されたエンジンの上にキャブが搭載されるセミキャブオーバー型であった。駆動方式により縦置きエンジンの方向が異なり、トラクシオンはエンジンの前にクラッチと変速機を置く通常とは逆の配置を採用していた。
外観のスタイリングは直線を基調としたものとなり、初期型ではフィアット・リトモに似た円形のドアハンドルを採用していた。特徴的な外吊り式の荷室/客室側面ドアは、一般的な一旦外側に引き出す形式のスライドドアと異なり、丈夫な鍛造製アームを不要としていた。跳ね上げ式のテールゲートを持つモデルではテールゲートが開くと共にその支点が天井に沿って前方へ移動することでテールゲートの後方への張り出し量を少なくする工夫が図られていた 。  当初は2.5L（2,445cc）のFiat-Sofim製ディーゼルのみの設定であったが、1984年からは2.1L（2,068cc）も設定され、稀ではあったが2.0Lまたは2.2Lのルノー製ガソリンも設定された。1990年からは2.4L（2499cc）のFiat-Sofim製ディーゼルも設定された。
他社の製品とも競合していたが、後のルノーのダッジイギリス工場獲得（クライスラーのプジョー買収時）後にルノー・50として販売されるダッジ・50とも競合した。
1994年にマイナーチェンジを実施。エンジンは自然吸気の2.5Lとターボ付きの2.8Lで、共にディーゼルであった。
日本への正規輸入は行われていないが、個人輸入の他、三井物産オートモーティブが輸入していたキャンピングカーの1つのベースとしても使用されていたが、いずれも少数であった。

### Bシリーズ/メッセンジャー
ルノートラックによって1982年末に70馬力のB70型ディーゼルと80馬力のB80型ガソリンを設定して発売された。
Bシリーズはマスターのヘビーデューティー仕様といった立ち位置で、B70からB120まで設定された。後輪駆動を採用しており、後輪デュアルブレーキを備え、マスターとは異なるシャシにマスターのボディを搭載させたモデルであった。
1990年にはイギリス市場で導入され、ダッジ/ルノー・50シリーズの後継車種といった立ち位置であった。
1982年にはターボチャージャーとインタークーリングを搭載し、より大型モデルが追加され始める。
1987年にはB90の4x4モデルがパリ・ダカール・ラリーに参戦した。
1990年にはB90の4x4モデルの民間仕様が発表され、1999年まで販売された。
1993年にはフロントグリルを変更し、「メッセンジャー」へ改称された。後に登場するマスコットが後継車種となる。

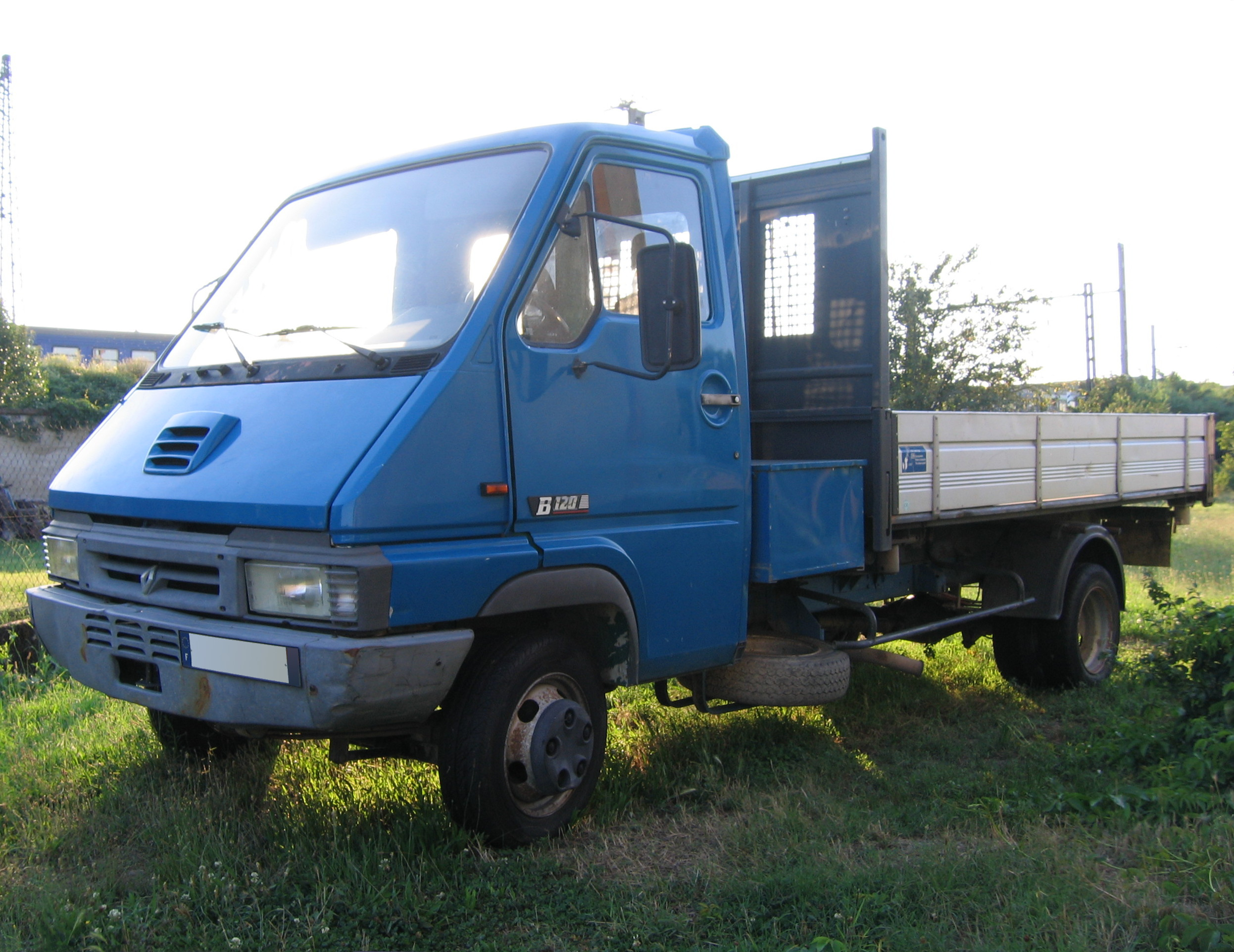
B120型メッセンジャー
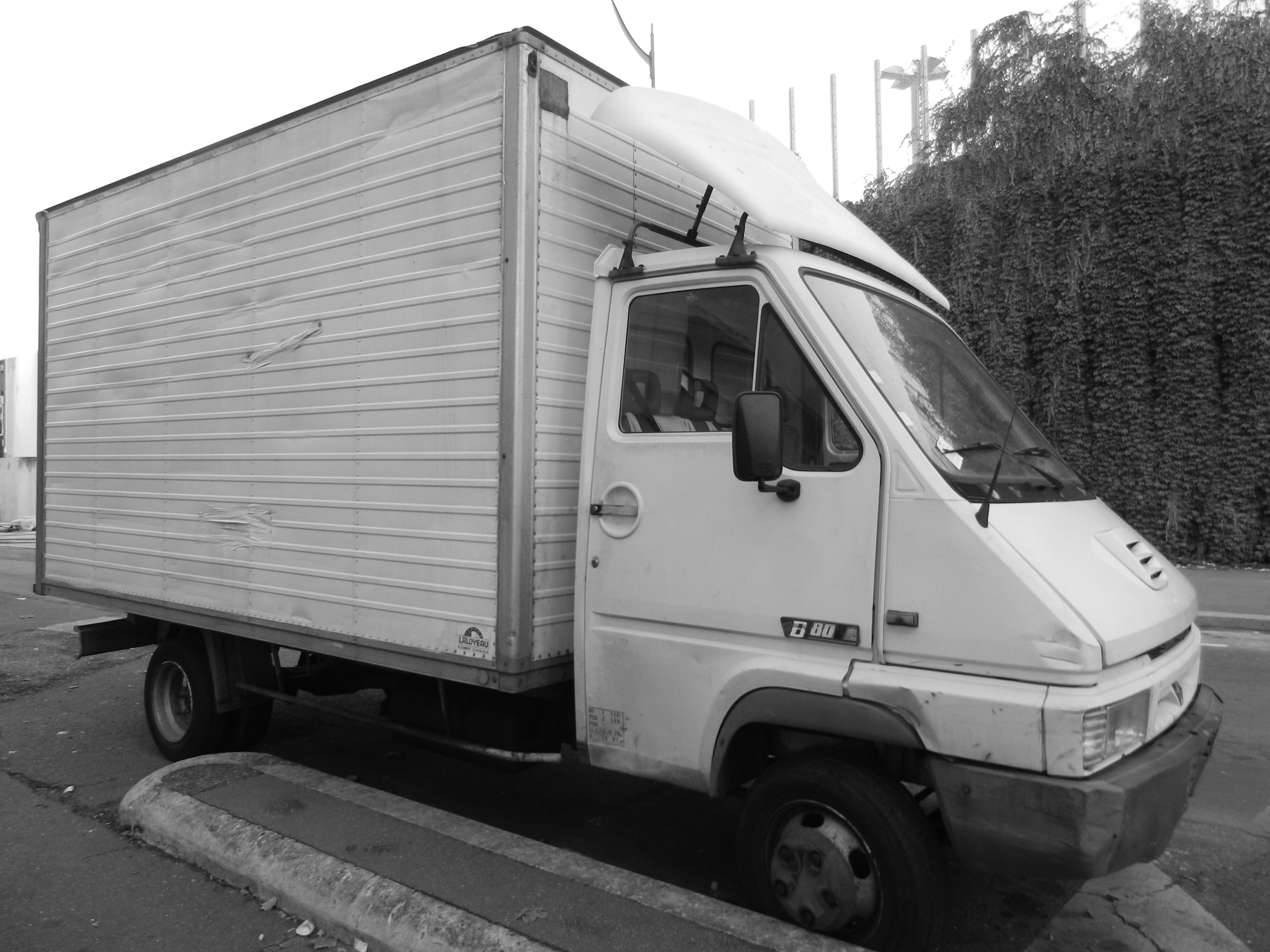
メッセンジャー

## 2代目（1997年 - 2010年）

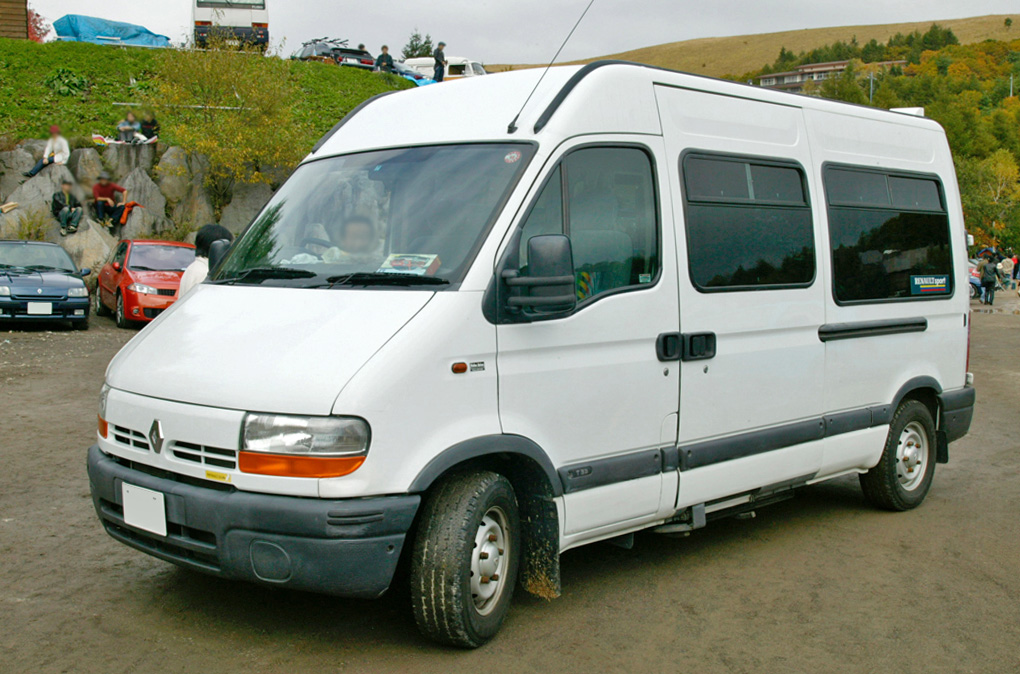
2代目マスター（前期型）

1997年にモデルチェンジした2代目モデルは他社へもOEM供給されるようになり、オペルおよびボクスホールではモヴァノとして、2001年からはインタースターとして、提携先の日産自動車からも販売されている。
2002年には大幅なフェイスリフトが行われ、ヘッドランプ形状の変更や、フロントグリルの変更が行われた。それにより外観は2代目トラフィックに近いものになっている。
エンジンにも日産製ZD30DDTiが追加されている。
この世代も正規輸入はなく、架装済みキャンパーがインディアナRVによって輸入されている。

## 3代目（2010年 - ）
2010年1月25日に発表され、4月に欧州で販売が開始された。同時にOEM供給しているオペル/ボクスホールのモヴァノも新型に切り替わった。駆動方式はFFとFRが用意され、ホイールベース長も3タイプ設定される。
エンジンは2.3L 直4 ターボディーゼルエンジンが搭載され、最高出力100PS, 125PS, 150PSの3タイプがラインアップされる。
日産自動車版は2010年のハノーファーモーターショーにてNV400として発表された。
2018年10月から、ルノーサムスン自動車を通じて韓国市場でも販売を開始した（前輪駆動版のみ）。
2019年、フロントマスクを大幅改良。
2022年10月17日、商用燃料電池車としてマスターH2-TECHの量産モデルをパリモーターショー2022で初公開。 HYVIAはルノーグループと、水素燃料電池技術を手がけるプラグパワー社が出資して設立したHYVIAが開発し、ルノーのバチイイ工場で生産される予定。

## 寸法
サイズは用途に合わせて幅広く用意されており、仕様ごとに対応する全高と全長の組み合わせが異なる。
|         | 外装  | WB    | 内装  |
| L1      | 5,075 | 3,182 | 2,583 |
| L2      | 5,575 | 3,682 | 3,083 |
| L3(RWD) | 6,225 | 3,682 | 3,733 |
| L3(FWD) | 6,225 | 4,332 | 3,733 |
| L4      | 6,875 | 4,332 | 4,383 |

|    | 外装        | 内装        |
| H1 | 2,307       | 1,700       |
| H2 | 2,488-2,557 | 1,894 1,798 |
| H3 | 2,744-2,815 | 2,144 2,048 |

|    | L1  | L2   | L3   | L4   |
| H1 | 8   | N/A  | N/A  | N/A  |
| H2 | 9   | 10.8 | 13   | 14.9 |
| H3 | N/A | 12.3 | 14.8 | 17.0 |